# Dicranota (Rhaphidolabis) persimilis
Dicranota (Rhaphidolabis) persimilis is een tweevleugelige uit de familie Pediciidae. De soort komt voor in het Nearctisch gebied.